# Kerli
Kerli Kõiv (Elva, 7 de fevereiro de 1987) é uma cantora e compositora estoniana. Nascida durante a ocupação soviética na Estônia, Kerli ingressou em competições de canto na juventude e assinou seu primeiro contrato musical aos quinze anos de idade. Após se especializar em composição e ter seu material de demonstração ouvido por membros da indústria fonográfica internacional, a artista entrou na gravadora estadunidense Island, pela qual lançou seu álbum de estreia Love Is Dead em 2008. O disco se tornou no primeiro de um artista estoniano a entrar na tabela Billboard 200 dos Estados Unidos, e a primeira canção distribuída como single do trabalho, "Walking on Air", obteve popularidade pela Europa.
Kerli continuou sua carreira com a participação da faixa "Tea Party" na trilha sonora inspirada no filme Alice no País das Maravilhas em 2010 e o lançamento do extended play (EP) Utopia em 2013. Como compositora, ela alcançou sucesso internacional através de "Skyscraper" nas vozes de Demi Lovato e Sam Bailey. Kerli é vencedora de cinco Eesti Muusikaauhinnad (EMA) e um European Border Breakers Award (EBBA), e o jornal Eesti Ekspress a listou como uma das 100 Mulheres Estonianas Mais Influentes em 2011.

## Biografia
Kerli Kõiv nasceu em 7 de fevereiro de 1987 em Elva, Tartumaa. Filha de Tõivo Kõiv e da fisioterapeuta Piret, é a mais velha de duas crianças. Sua irmã, Eliisa, uma estudante de trabalho social e políticas públicas, nasceu em 1990. A Estônia esteve sob domínio da União Soviética até 1991 e de acordo com a artista, as pessoas tinham uma mentalidade muito restrita por este acontecimento, o que fez ela ter uma infância difícil ao não receber uma atenção necessária por parte de seus familiares adultos. Desde cedo, aprendeu a língua inglesa e teve aulas de canto, dança de salão, balé e teatro, contando com o auxílio de seu avô, que é um compositor. Aos oito anos, iniciou os seus estudos de música clássica e aprendeu a tocar piano. Por volta dos doze, compôs sua primeira canção.
A casa de sua família onde cresceu ficava no meio de uma floresta, uma vez que o município era pequeno e havia somente 5 mil habitantes até então. Estudou na escola local Elva Gümnaasium e mais tarde na Tartu's Miina Härma Gymnasium, esta que a estoniana abandonou aos dezesseis anos para se dedicar à carreira musical.

## Carreira

### Início (2002–04)
Kerli começou a participar de concursos musicais durante sua juventude. Em 2001, venceu o Tähtede laul e chegou ao primeiro lugar da seleção de solistas Estovokaal. Em 18 de maio de 2002, a cantora venceu a competição Laulukarussell na faixa de 13–15 anos com doze pontos máximos dados por consenso do júri presente. Em janeiro daquele ano, Kerli havia se inscrito ao báltico Fizz Superstar sob a afirmação de que tinha a idade mínima de quinze anos, quando tinha na verdade quatorze. Já aos quinze, Kerli fez uma apresentação de "I'm Like a Bird", de Nelly Furtado, em 21 de junho que garantiu sua vitória com 95 pontos e o prêmio de um contrato internacional com a gravadora Universal Sweden. De acordo com o então representante de Kerli, Reno Hekkonensi, o contrato incluía três álbuns dentro de cinco anos. Após o início da produção do primeiro disco, o acordo foi cancelado com a saída da empresa pelo contratante da estoniana, Gert Holmfred, em janeiro de 2003, que resultou na demissão da cantora.
Um editor de Estocolmo, Suécia ouviu o material gravado de Kerli e a convidou para trabalhar numa equipe de composição com o propósito de que ela se especializasse na área. Como resultado, Kerli passou os dois anos seguintes aprendendo a compor faixas enquanto viajava da Estônia à Suécia. Durante esse período, Kerli fez uma parceria com a dupla Locatellis na edição de 2003 do Melodifestivalen, no qual apresentaram o single local "Let's Go" na segunda semifinal de 22 de fevereiro e chegaram ao sétimo lugar com 15.334 pontos. A cantora apresentou "Beautiful Inside" em 2004 no Eurolaul, antiga seleção estoniana para o Eurovision Song Contest, e alcançou a segunda colocação na final de 7 de fevereiro com 3.638 pontos. Apesar da mídia estoniana nomear as tentativas falhas de sucesso da compatriota de "síndrome de Kerli", a artista começou a chamar a atenção de membros da indústria musical europeia.

### Love Is Dead(2005–08)
Aos dezoito anos, Kerli foi convidada a viajar até Nova Iorque, Estados Unidos pelo A&R da gravadora Island Def Jam Joshua Sarubin, que havia ido até Estocolmo após um funcionário da companhia ouvir as canções de demonstração da cantora. No início de 2006,1 a artista prestou uma audição ao então presidente da Island Def Jam L.A. Reid, que contratou a estoniana à divisão Island Records. Consequentemente, Kerli se mudou para Los Angeles e deu início à elaboração do seu primeiro álbum de estúdio, produzido majoritariamente por David Maurice. As faixas escritas no processo foram acrescentadas às já feitas durante o percurso profissional de Kerli e totalizaram cerca de 150 músicas.

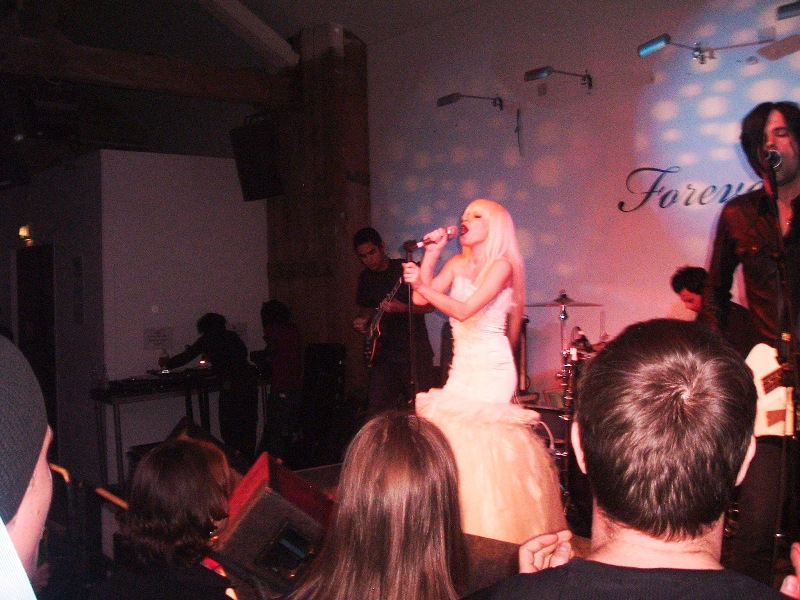
Kerli se apresentando em Londres, Inglaterra em 2008.

Após a prévia com o extended play (EP) Kerli de 2007, o álbum de estreia de Kerli, Love Is Dead, foi lançado em 7 de julho de 2008. O disco recebeu opiniões variadas da crítica especializada: o Artistdirect e o About.com apontaram a criatividade contida no material e a singularidade do trabalho na época da sua distribuição, embora a Blender e a Slant Magazine notaram que o produto final não chama a atenção do ouvinte. A obra atingiu o topo da tabela musical R2 Eesti müügitabel na Estônia e o número 126 da Billboard 200 nos Estados Unidos, onde vendeu 67 mil cópias até 2011. Com o último feito, Kerli se tornou no primeiro artista estoniano a entrar na Billboard 200. O Love Is Dead viria a ser indicado a Álbum do Ano6 nos Eesti Muusikaauhinnad (EMA) de 2009 e a receber o European Border Breakers Award (EBBA) de 2010 por seu desempenho na Europa. A primeira canção a servir como single do álbum, "Walking on Air", ficou entre as quarenta primeiras posições em países europeus e chegou ao 75.° lugar da lista continental European Hot 100 Singles. A apresentação de Kerli para "Walking on Air" nos Scream Awards de 2008 foi elogiada por Tim Burton e destacada na capa do Los Angeles Times. Nos MTV Europe Music Awards (EMA) do mesmo ano, a cantora foi indicada a Melhor Artista Báltico2.

### Utopiae outros projetos (2009–14)
Em 2009, Kerli teve sua turnê como artista de abertura do grupo finlandês The Rasmus cancelada em função do início da gravação do seu segundo álbum de estúdio. Em 2010, a estoniana participou da trilha sonora inspirada no filme de Burton Alice no País das Maravilhas, Almost Alice, com duas faixas: "Tea Party", um single do disco, e "Strange", um dueto com a banda alemã Tokio Hotel. "Skyscraper", canção coescrita pela artista, foi lançada como o primeiro single do álbum Unbroken da estadunidense Demi Lovato em 2011. A música ficou entre as dez primeiras posições em países da América (Estados Unidos), da Europa (Reino Unido) e da Oceania (Nova Zelândia) e venceu o MTV Video Music Award (VMA) para Melhor Vídeo com Mensagem em 2012. Em 20 de agosto de 2011, Kerli se apresentou para 70 mil pessoas no Vabaduse laulu, evento musical comemorativo aos vinte anos de recuperação da independência da Estônia.
Após os singles promocionais "Army of Love" (2011) e "Zero Gravity" (2012), a estoniana anunciou que seu segundo disco estava finalizado e se chamaria Utopia. Em outubro de 2012, a companhia de direitos de músicos Warner/Chappell Music publicou que Kerli assinara um contrato mundial com a empresa em reconhecimento do seu trabalho como compositora. Em dezembro, o vazamento do Utopia na Internet causou seu lançamento em 19 de março de 2013 no formato de EP com metade das faixas do projeto original. O Allmusic fez uma crítica favorável ao Utopia, este que atingiu os números dez e 196 das R2 Eesti müügitabel e Billboard 200, respectivamente, e viria a ser indicado a Álbum de Pop do Ano7 nos Eesti Muusikaauhinnad de 2014. O single do EP, "The Lucky Ones", chegou ao topo da Hot Dance Club Songs.
Em novembro de 2013, Kerli anunciou que assinara um contrato musical com a gravadora estadunidense  Ultra. Isso foi precedido pela saída da estoniana da Island em razão da insatisfação da companhia com o baixo desempenho comercial dos lançamentos da artista. Em dezembro, "Skyscraper" foi a música vencedora da edição de 2013 do reality show britânico The X Factor na voz de Sam Bailey. A versão de Bailey foi lançada como seu single de estreia, o qual estreou em primeiro lugar no Reino Unido. O jornal Postimees relatou que com este desempenho de "Skyscraper", Kerli marcou um recorde estoniano de sucesso como compositora. A canção também debutou no primeiro lugar da tabela continental Euro Digital Songs.
Em 2014, Kerli fez uma participação como vocalista na faixa "Worlds Apart" do disc jockey (DJ) estadunidense Seven Lions. A música foi distribuída como o segundo single do EP do DJ, Worlds Apart, tornando-se no primeiro lançamento da estoniana pela Ultra. A Billboard elegeu "Worlds Apart" como a sétima melhor canção de electronic dance music (EDM) de 2014. Kerli participou como vocalista da música "Raindrops" do DJ SNBRN, que foi lançada como single em 2015 e atingiu o número 25 da Dance/Electronic Songs.

### Segundo álbum de estúdio e Eesti Laul (2015 - 2018)
Em 2015, Kerli cancelou seu contrato com a Ultra Music e deixou sua residência em Los Angeles para voltar à Estônia. A cantora passou nove meses daquele ano dentro de um chalé no meio de uma floresta estoniana, onde gravou e produziu o seu segundo álbum de estúdio. O primeiro single do disco, "Feral Hearts", marcou, em 2016, o primeiro lançamento de Kerli como uma artista independente.
A estoniana coescreveu "Immortality", uma das dez canções finalistas na edição de 2016 do Eesti Laul, atual seleção nacional da Estônia para o Eurovision Song Contest. O grupo de produtores Cartoon e a cantora Kristel Aaslaid apresentaram "Immortality" na final realizada em 5 de março daquele ano, na qual a faixa chegou à "super final" das três mais votadas e ficou em terceiro lugar. Kerli participou como artista concorrente na segunda semifinal da edição de 2017 da seleção com a música "Spirit Animal", em 18 de fevereiro, e passou da etapa em primeiro lugar. Na final, realizada em 4 de março, a cantora ficou em segundo lugar, com 23.901 pontos. Em abril, Kerli lançou a colaboração com o DJ Illenium "Sound of Walking Away", que atingiu o número 50 na Hot Dance/Electronic Songs.

### Shadow Works (2019 - Atualmente)
Anos após o lançamento de Utopia (2013), Kerli percebeu que ela não queria se tornar o tipo de pessoa que ela sempre quis e que ela não queria experimentar tudo o que ela sempre quis: quem ela sempre quis ser, não era quem ela queria ser mais, "essa identidade estava desatualizada". Ela confessou, em um post de vlog no YouTube, que costumava chorar quase todos os dias pela vida que liderava, o que claramente não atendia às suas necessidades. [2] Ela não sabia se ela iria escrever música novamente. Portanto, ela decidiu se mudar para a floresta da Estónia, a fim de compreender seus sentimentos e emoções e, finalmente, encontrar uma tranquilidade renovada e paz, graças também aos exercícios de relaxamento que ela começou a praticar. Ela começou o "processo lento e extenuante de olhar para si mesma pela primeira vez" e também encontrou uma maneira de "fazer arte de [sua] alma" novamente. Enquanto isso, seu relacionamento de longa data de 9 anos terminou tragicamente e resultou em Kerli estar absolutamente de coração partido e humilhado. Ela começou "um enorme processo de transformação". Após a mini-era "Feral Hearts", Kerli decidiu tirar um hiato de todas as mídias sociais (embora ainda postando no Instagram, às vezes), a fim de "construir um novo [ela]". Ela queria priorizar a si mesma e seus cuidados novamente, fazendo melhorias passo a passo. Shadow Works é o resultado deste processo de transformação, é a mais alta expressão da externalização dos sentimentos e realizações de Kerli que ocorreram ao longo dos anos

## Características musicais
Kerli afirma que seu interesse em exprimir sentimentos ocorre por ela ter crescido em um ambiente onde não podia demonstrá-los: "Mostrar as minhas emoções não pertence à mentalidade europeia. Mostrar suas emoções é um tabu. Quando eu era criança e queria chorar porque estava feliz ou triste, não era permitido." Ela atribui a visão de mundo ateísta sob a qual foi criada como uma das razões para não ter inspiração quando jovem, o que a fez estudar religiões a partir dos dezessete anos. Embora não faça parte de alguma organização religiosa, Kerli crê que "o amor é muito importante". A artista acredita em diversos seres como anjos da guarda, aos quais ela listou nos agradecimentos do Love Is Dead, e fadas, tendo a influência da natureza na sua vida e consequentemente na sua música.
No início da carreira, Kerli encontrou dificuldade para ter controle criativo sobre sua música. A cantora diz que dentre as ideias que tinha para o Love Is Dead, ela queria criar um "mundo das fadas", um conceito que não era compreendido pelos membros da Island. Ao chegar nos Estados Unidos, seu editor queria que ela cantasse faixas escritas por outras pessoas, o que ia contra a vontade dela. No entanto, ela participou da composição de todas as letras do álbum. O primeiro crédito de produção da estoniana ocorreu em "Tea Party" e ela continuou escrevendo e produzindo as músicas do Utopia com a dupla SeventyEight. A artista possui um estúdio na sua própria casa, onde produz e programa a maioria do seu material: "Eu tenho muitas canções que aparecem para mim nos meus sonhos, então acordo e as gravo."

### Composição
"Eu assinei um contrato pela primeira vez quando tinha quinze anos e não tinha a mínima ideia antes de que eu podia de fato compor músicas. Eu nem pensava nisso porque queria ser mais uma estrela pop do que uma narradora de histórias. (...) Mas, com o passar o tempo, eu amadureci muito como pessoa e agora sinto que tenho uma missão em vez de falar sobre mim. Portanto, a música é minha maneira de me comunicar, o que é fácil porque o mundo inteiro entende a música. É como uma língua de Deus: sagrada e universal."

— Kerli sobre seu papel de compositora em entrevista ao About.com.
O tema mais comum das canções de Kerli é enfrentar obstáculos, o que ela considera acontecer naturalmente no seu processo de composição. Suas primeiras composições incluíam letras resultantes de raiva e aflição. Ao perceber que suas músicas eram ouvidas por pessoas, a percepção do papel que exercia como compositora mudou: "(...) se eu tenho o poder de deixar alguém alegre, por que eu a deixaria triste? Eu quero inspirar as pessoas com a minha história e fazê-las perceber que, embora se sintam mal, elas sempre podem dar a volta por cima." No Love Is Dead, a faixa-título foi escrita a partir do término de um relacionamento amoroso de Kerli, esta que passou a ouvir mais "Love Is Dead" e chegar à conclusão que não era somente sobre duas pessoas, mas a respeito da falta de amor no mundo que resulta em guerras e materialismo. Outros assuntos autobiográficos no álbum incluem o crescimento da artista na Estônia, a depressão pela qual passou enquanto tentava se estabelecer na indústria musical e a superação da mesma.
Quando começou a desenvolver o Utopia, seu ponto de vista passou a ser baseado em experiências de outros seres humanos, os quais ela presenciava e anotava para, então, criar seu próprio conceito. "The Lucky Ones" é sobre a cura de um câncer pela qual um amigo da cantora passou, o que fez com que Kerli acreditasse em milagres. A artista também passou a ler livros usados para procurar por palavras, títulos e conceitos que resultam numa obra musical. Para "Army of Love", a estoniana estudou sobre a Segunda Guerra Mundial, que influenciou na elaboração da faixa pelo tema de exército, enquanto "Zero Gravity" foi escrita como uma "oração moderna aos espíritos do ar". Kerli comentou sobre a diferença entre os dois discos em entrevista à Playboy ao afirmar que quis se distanciar dos sentimentos negativos que teve ao produzir o Love Is Dead: "Muitas pessoas que gostaram do último álbum conseguiam se relacionar com a dor, mas ninguém quer viver desse jeito para sempre. Então, nos últimos quatro anos eu tenho feito muitos trabalhos espirituais e recentemente escolhi a felicidade. Eu considero a felicidade um trabalho de tempo integral." As letras das suas músicas são escritas em inglês.

### Estilos
No período em que o Love Is Dead foi lançado, o trabalho de Kerli era considerado difícil de ser classificado. Em uma crítica à "Walking on Air", a Billboard afirmou que a música geral da estoniana é "alternativa por natureza, mas com partes inteligentes de pop, rock e ritmo". O portal Artistdirect comentou que a cantora "não se encaixa em rótulo algum" e adere a músicas no álbum que chamam a atenção do ouvinte através de um gancho. O disco também apresenta a sonoridade de outros estilos como industrial, electronica, heavy metal e trip hop; mais tarde, Kerli chamou o Love Is Dead de "muito alternativo para uma gravadora de pop". O About.com notou que o trabalho possui elementos de dance music, gênero com o qual a cantora começou a trabalhar no Utopia. Para o EP, a produção consiste em batidas fortes e instrumentação de sintetizadores e piano. Com essa mudança, a artista ficou associada ao cenário de electronic dance music (EDM).

## Relacionamento com admiradores e imagem pública
Em 2006, Kerli criou uma comunidade de interação social na Internet cujos participantes se chamam Moon Children. Inicialmente uma referência a jovens que buscam por ajuda virtualmente, os membros do grupo se tornaram seguidores da visão da artista de "Integrity, Love, Unity" (em livre tradução, "Integridade, Amor e Unidade"), que é simbolizada por três pontos usados pela estoniana e as pelas Moon Children em suas faces. O ideal do movimento, de acordo com Kerli, é "(...) fazer o melhor com o que você tem e sempre ter compaixão por você mesmo e pelos outros". Explicando a separação do seu trabalho musical, ela comentou que uma pessoa não precisa ser seu fã para ser uma Moon Child e vice-versa. O grupo, ao qual a cantora também faz parte, promove a criatividade e compartilha informações por meio de blogs, como o que Kerli tinha no serviço Buzznet e que estreou em janeiro de 2012. Por essas ferramentas, as Moon Children mantêm contato com a artista a partir de comentários em postagens dela, estas que incluem sorteios, tutoriais e colunas de conselhos semanais. Nessa comunidade, Kerli criou seu conceito de Exército do Amor, que serviu como base para "Army of Love". Em julho de 2013, a interação virtual da cantora com seu público marcava 300.111 seguidores na sua página da rede social Facebook.
Em 2011, Kerli foi listada como uma das 100 Mulheres Estonianas Mais Influentes na categoria "Embaixadoras da Cultura" e a com mais visualizações no YouTube pelo jornal Eesti Ekspress, vindo a ser considerada "a artista estoniana de pop mais bem-sucedida de todos os tempos" pelo canal televisivo Eesti Rahvusringhääling em 2014. A cantora apoia a comunidade LGBT e fez apresentações em paradas de orgulho durante sua carreira, eventos estes que fizeram com que Kerli recebesse cartas de grupos LGBT estonianos que chamam a atenção da causa localmente. A revista Vibe apontou Kerli como a primeira artista de música eletrônica a se apresentar no programa televisivo Dancing with the Stars, em abril de 2013.

## Apresentação no Brasil
Em 25 de janeiro de 2013, Kerli se apresentou em São Paulo, Brasil no espaço Grand Metrópole através da festa "I Love SP", que comemorou os 459 anos da cidade. A cantora organizou um encontro próximo à Avenida Paulista com admiradores seus, dos quais cerca de quinhentos compareceram à reunião. Sobre sua passagem pelo país, ela comentou: "A maneira que eles te amam é tão apaixonante. Todo o país e a cultura são simplesmente incríveis. Eu estou tão apaixonada pelo lugar e mal posso esperar para voltar."

## Discografia
- Love Is Dead (2008)
- Utopia (2013)
- Shadow Works (2019)

## Prêmios e indicações
| Ano  | Premiação                       | Recipiente       | Categoria                | Resultado |
| ---- | ------------------------------- | ---------------- | ------------------------ | --------- |
| 2008 | MTV Europe Music Awards         | Kerli            | Melhor Artista Báltico2  | Indicado  |
| 2009 | Eesti Muusikaauhinnad           | Kerli            | Artista Feminina do Ano3 | Venceu    |
| 2009 | Eesti Muusikaauhinnad           | Kerli            | Artista de Pop do Ano4   | Venceu    |
| 2009 | Eesti Muusikaauhinnad           | Love Is Dead     | Álbum do Ano6            | Indicado  |
| 2009 | Eesti Muusikaauhinnad           | "Walking on Air" | Vídeo Musical do Ano5    | Venceu    |
| 2010 | European Border Breakers Awards | Kerli            | Estônia                  | Venceu    |
| 2011 | Eesti Muusikaauhinnad           | "Tea Party"      | Vídeo Musical do Ano     | Venceu    |
| 2013 | Eesti Muusikaauhinnad           | "Zero Gravity"   | Vídeo Musical do Ano     | Venceu    |
| 2014 | Eesti Muusikaauhinnad           | Kerli            | Artista Feminina do Ano  | Indicado  |
| 2014 | Eesti Muusikaauhinnad           | Utopia           | Álbum de Pop do Ano7     | Indicado  |
| 2017 | Eesti Muusikaauhinnad           | "Feral Hearts"   | Vídeo Musical do Ano     | Indicado  |